# Vozdvîjenske, Iampil
Vozdvîjenske (în ucraineană Воздвиженське) este localitatea de reședință a comunei Vozdvîjenske din raionul Iampil, regiunea Sumî, Ucraina.

## Demografie
Componența lingvistică a localității Vozdvîjenske
     Ucraineană (93,01%)
     Rusă (6,75%)
     Alte limbi (0,12%)
Conform recensământului din 2001, majoritatea populației localității Vozdvîjenske era vorbitoare de ucraineană (93,01%), existând în minoritate și vorbitori de rusă (6,75%).